# João Carlos Pinto Chaves
João Carlos Pinto Chaves (Rio de Janeiro, 1º de janeiro de 1982) é um ex-futebolista brasileiro que atuava como zagueiro.

## Carreira

### Bangu
Nascido em Realengo no Rio de Janeiro, João Carlos começou a sua carreira no Futsal do Bangu.

### Vasco da Gama
Com apenas 10 anos de idade chegou ao Vasco da Gama, revezando-se entre Futsal e Futebol de Campo. Foi campeão Mirim de Futebol de Campo em 1995. Quando chegou no Infantil passou a se dedicar apenas ao campo. No Juvenil foi campeão em 1998. Subiu ao time profissional em 2001, com 19 anos no segundo semestre do ano. Em junho de 2002, noticiou-se que o Vasco estava negociando a venda de João Carlos para o Badajoz, da Espanha, mas em julho o Gigante da Colina recebeu uma proposta de de 100 mil euros e o zagueiro transferiu-se para o CSKA Sófia, da Bulgária. Pela equipe cruzmaltina disputou entre 2001 e 2002, 47 jogos e 1 gol marcado.

### CSKA Sofia
No time Búlgaro fez sucesso, sendo conhecido como "zagueiro artilheiro" devido a uma incrível sequência de 9 gols em 7 jogos em um campeonato local.

### Lokeren
Após duas temporadas na Bulgária, ele foi vendido pelo CSKA Sófia para o Lokeren, da Bélgica, por 600 mil euros, assinando contrato em julho de 2004.

### Genk
Em junho de 2008, o Genk pagou 3 milhões de euros aos Tricolores para que João Carlos pudesse assinar um contrato de 4 anos. Pelo segundo time bélgico que atuou o zagueiro jogou 95 partidas.

### Anzhi Makhachkala
Em 29 de janeiro de 2011, ele assinou um contrato de 3 anos com o Anzhi Makhachkala, após a equipe russa pagar 2,5 milhões de euros ao Genk.

### Spartak Moscou
Após o surto do bilionário russo dono do Anzhi Makhachkala, João Carlos foi vendido por 750 mil euros ao Spartak Moscou, com um contrato de 2 anos.

### Retorno ao Vasco da Gama
Em agosto de 2015, João Carlos retornou ao Vasco da Gama, clube onde foi revelado, assinando contrato até 17 de dezembro do mesmo ano.

### Retorno a Bélgica
Em 14 de janeiro de 2016, sem receber nenhuma chance no Vasco, João Carlos acertou sua volta ao futebol belga. Ele fechou um contrato de 18 meses com o Lokeren, time que defendeu entre 2004 e 2008. Ele garante sair sem mágoas do Cruzmaltino, mas não entende a falta de oportunidades.

### Al Jazira
Em 20 de outubro de 2016, deixou a Bélgica e partiu para o Al-Jazira, com contrato até junho de 2017.

### Madureira
Em 6 de novembro de 2017, João Carlos retorna ao Brasil novamente, dessa vez para jogar pelo Madureira, pelo Carioca de 2018.

## Estatísticas
Até 11 de novembro de 2015.

### Clubes
| Clube             | Temporada         | Campeonato nacional | Campeonato nacional | Campeonato nacional | Copa nacional[a] | Copa nacional[a] | Copa nacional[a] | Competições continentais[b] | Competições continentais[b] | Competições continentais[b] | Outros torneios[c] | Outros torneios[c] | Outros torneios[c] | Total | Total | Total   |
| Clube             | Temporada         | Jogos               | Gols                | Assist.             | Jogos            | Gols             | Assist.          | Jogos                       | Gols                        | Assist.                     | Jogos              | Gols               | Assist.            | Jogos | Gols  | Assist. |
| ----------------- | ----------------- | ------------------- | ------------------- | ------------------- | ---------------- | ---------------- | ---------------- | --------------------------- | --------------------------- | --------------------------- | ------------------ | ------------------ | ------------------ | ----- | ----- | ------- |
| Genk              | 2008–09           | 31                  | 7                   | 2                   | 7                | 0                | 1                | —                           | —                           | —                           | —                  | —                  | —                  | 38    | 7     | 3       |
| Genk              | 2009–10           | 29                  | 3                   | 0                   | 2                | 1                | 0                | 1                           | 0                           | 0                           | 1                  | 0                  | 0                  | 33    | 4     | 0       |
| Genk              | 2010–11           | 20                  | 2                   | 0                   | 2                | 0                | 0                | 2                           | 0                           | 1                           | —                  | —                  | —                  | 24    | 2     | 1       |
| Genk              | Total             | 80                  | 12                  | 2                   | 11               | 1                | 1                | 3                           | 0                           | 1                           | 1                  | 0                  | 0                  | 95    | 13    | 4       |
| Anzhi Makhachkala | 2010–11           | —                   | —                   | —                   | 1                | 0                | 0                | —                           | —                           | —                           | —                  | —                  | —                  | 1     | 0     | 0       |
| Anzhi Makhachkala | 2011–12           | 26                  | 1                   | 0                   | 2                | 0                | 0                | —                           | —                           | —                           | —                  | —                  | —                  | 28    | 1     | 0       |
| Anzhi Makhachkala | 2012–13           | 25                  | 2                   | 2                   | 4                | 0                | 0                | 16                          | 0                           | 0                           | —                  | —                  | —                  | 45    | 2     | 2       |
| Anzhi Makhachkala | 2013–14           | 4                   | 0                   | 0                   | —                | —                | —                | —                           | —                           | —                           | —                  | —                  | —                  | 4     | 0     | 0       |
| Anzhi Makhachkala | Total             | 55                  | 3                   | 2                   | 7                | 0                | 0                | 16                          | 0                           | 0                           | 0                  | 0                  | 0                  | 78    | 3     | 2       |
| Spartak Moscou    | 2013–14           | 15                  | 0                   | 1                   | 1                | 0                | 0                | —                           | —                           | —                           | —                  | —                  | —                  | 16    | 0     | 1       |
| Spartak Moscou    | 2014–15           | 15                  | 1                   | 2                   | 1                | 0                | 0                | —                           | —                           | —                           | —                  | —                  | —                  | 16    | 1     | 2       |
| Spartak Moscou    | Total             | 30                  | 1                   | 3                   | 2                | 0                | 0                | 0                           | 0                           | 0                           | 0                  | 0                  | 0                  | 32    | 1     | 3       |
| Vasco da Gama     | 2015              | 0                   | 0                   | 0                   | 0                | 0                | 0                | —                           | —                           | —                           | —                  | —                  | —                  | 0     | 0     | 0       |
| Vasco da Gama     | Total             | 0                   | 0                   | 0                   | 0                | 0                | 0                | 0                           | 0                           | 0                           | 0                  | 0                  | 0                  | 0     | 0     | 0       |
| Total na carreira | Total na carreira | 165                 | 16                  | 7                   | 20               | 1                | 1                | 19                          | 0                           | 1                           | 1                  | 0                  | 0                  | 205   | 17    | 9       |

- a. ^ Jogos da Copa da Bélgica, Copa da Rússia e Copa do Brasil
- b. ^ Jogos da Liga Europa da UEFA
- c. ^ Jogos do Supercopa da Bélgica

## Títulos
CSKA Sofia
- Campeonato Búlgaro: 2002-03

Genk
- Copa da Bélgica: 2008-09